# Роздольський Василь Ростиславович
Васи́ль Ростисла́вович Роздо́льський (нар. 26 листопада 1991, с. Колодне, Україна) — солдат Збройних сил України.

## З життєпису
Служив у ЗСУ в розвідувальній роті, Мукачеве. Мобілізований, з серпня 2014-го на передовій. Командир відділення, снайпер-розвідник, брав участь у боях за Станицю Луганську, Донецький аеропорт, доводилося за добу кілька разів змінювати дислокацію. Поранений у жовтні 2014-го, лікувався в Харкові. У лютому 2015-го повернувся в Тернопіль на долікування.

## Нагороди
За особисту мужність і героїзм, виявлені у захисті державного суверенітету та територіальної цілісності України, вірність військовій присязі, відзначений — нагороджений
- 27 червня 2015 року — орденом «За мужність» III ступеня.